# Klooster Privina Glava

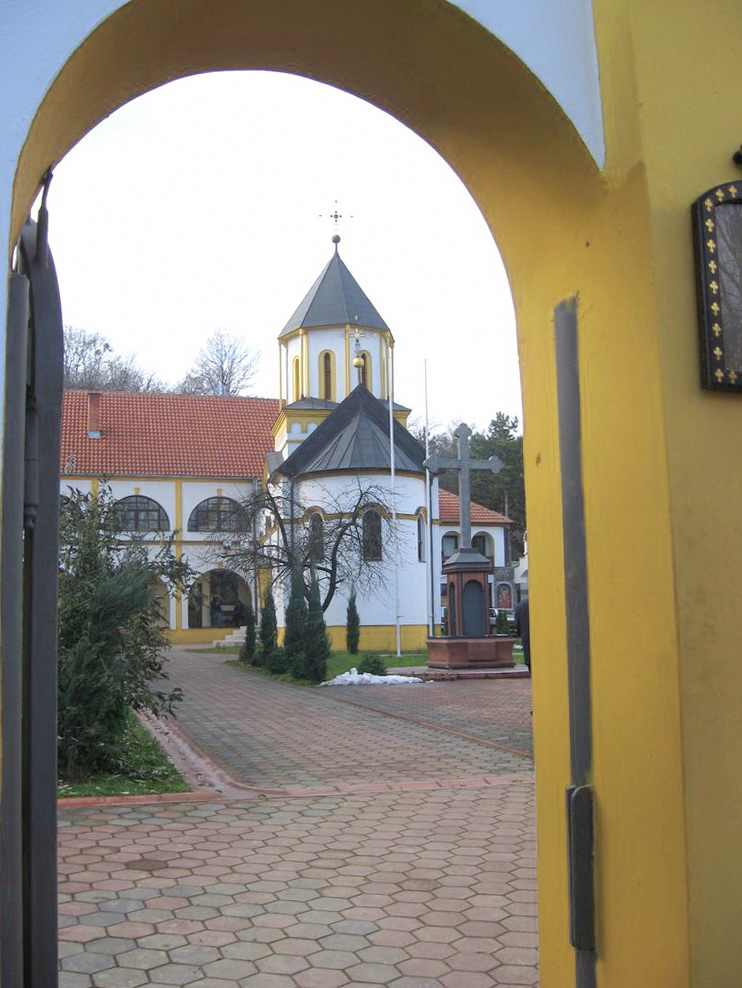
Klooster Privina Glava

Het klooster Privina Glava (Servisch: Манастир Привина Глава, Manastir Privina Glava) is een Servisch-orthodox klooster gelegen in de Fruška Gora in de Servische autonome provincie Vojvodina. Volgens de traditie werd het gesticht door een man genaamd Priva in de 12de eeuw. De vroegste historische vermeldingen van het klooster dateren uit 1566/1567.